# Pseudocalotes larutensis
Pseudocalotes larutensis är en ödleart som beskrevs av  Jakob Hallermann och MCGUIRE 200. Pseudocalotes larutensis ingår i släktet Pseudocalotes och familjen agamer. Inga underarter finns listade i Catalogue of Life.